# Heinrich Kruse (Politiker)
Heinrich Kruse (* 4. Februar 1946 in Mussum) ist ein deutscher Politiker und ehemaliger Landtagsabgeordneter (CDU).

## Leben und Beruf
Nach dem Besuch der Volksschule machte er eine landwirtschaftliche Ausbildung. Von 1966 bis 1967 besuchte er eine Fachschule und legte die Meisterprüfung ab. Seit 1965 war Kruse selbstständiger Landwirt.
Der CDU gehört Kruse seit 1967 an. Er ist in zahlreichen Parteigremien vertreten.

## Abgeordneter
Vom 30. Mai 1985 bis zum 2. Juni 2005 war Kruse Mitglied des Landtags des Landes Nordrhein-Westfalen. Er wurde jeweils im Wahlkreis 091 Borken I direkt gewählt. Dem Rat der Stadt Bocholt gehörte er von 1975 bis 1992 an.